# 16424 Davaine
16424 Davaine è un asteroide della fascia principale. Scoperto nel 1988, presenta un'orbita caratterizzata da un semiasse maggiore pari a 2,3046080 UA e da un'eccentricità di 0,1298038, inclinata di 1,99553° rispetto all'eclittica.